# Hirondelle à front brun
Petrochelidon fulva
Espèce
Statut de conservation UICN

 LC  : Préoccupation mineure
L'Hirondelle à front brun (Petrochelidon fulva) est une espèce de passereaux appartenant à la famille des Hirundinidae.